# Whit Stillman
John Whitney Stillman (Washington, D. C., 25 de enero de 1952), más conocido como Whit Stillman, es un director de cine, guionista, productor y actor estadounidense. Graduado por la Universidad de Harvard en 1973, comenzó a trabajar como periodista en Nueva York. En 1980, se trasladó a Barcelona, en España, donde se casó. A principios de la década de 1980, vivió en Barcelona y Madrid, trabajando como representante comercial de los directores de cine españoles Fernando Trueba y Fernando Colomo y actuando en las películas de estos en papeles jocosos de estadounidense. Aprovechó sus experiencias en ese periodo para escribir, dirigir y producir la película Barcelona en 1994. Entre 1984 y 1988, dirigió una agencia de ilustraciones en Nueva York, al tiempo que escribió el guion de la película Metropolitan, de 1990. Desde el final de los años 1990, vive en Francia.

## Obra

### Películas
- 1990 - Metropolitan;
- 1994 - Barcelona;
- 1998 - The Last Days of Disco;
- 2011 - Damsels in distress;
- 2016 - Amor y amistad;

## Premios y nominaciones
Premios Óscar
| Año  | Categoría            | Película     | Resultado |
| ---- | -------------------- | ------------ | --------- |
| 1991 | Mejor guion original | Metropolitan | Nominado  |